# Josep Capdevila Marca
Josep Capdevila Marca (Reus, 1897 - Caracas, 1969) va ser un cuiner, dirigent sindicalista i polític català.
Cuiner de professió, i de conviccions catalanistes, va ser dirigent del Sindicat Autònom de Cuiners de Barcelona durant la Dictadura de Primo de Rivera. El 1930 s'afilià al BOC on ocupà un càrrec dirigent en l'organització de defensa enfront de la repressió, el sabotatge i els atacs de la policia política. El 1935 va ingressar al POUM, on va ser membre del comitè local de Barcelona i participà en multitud d'actes de propaganda. Durant la guerra civil va ser membre del comitè militar del POUM a la ciutat comtal. S'exilià a França acabada la guerra, des d'on un any després marxà a Veneçuela. A l'exili va publicar un parell de llibres de contingut introspectiu i poètic: Juga l'aire (Buenos Aires 1951) i Llum de nit (Buenos Aires 1952)